# La Rose (Marseille)
Pour les articles homonymes, voir La Rose.

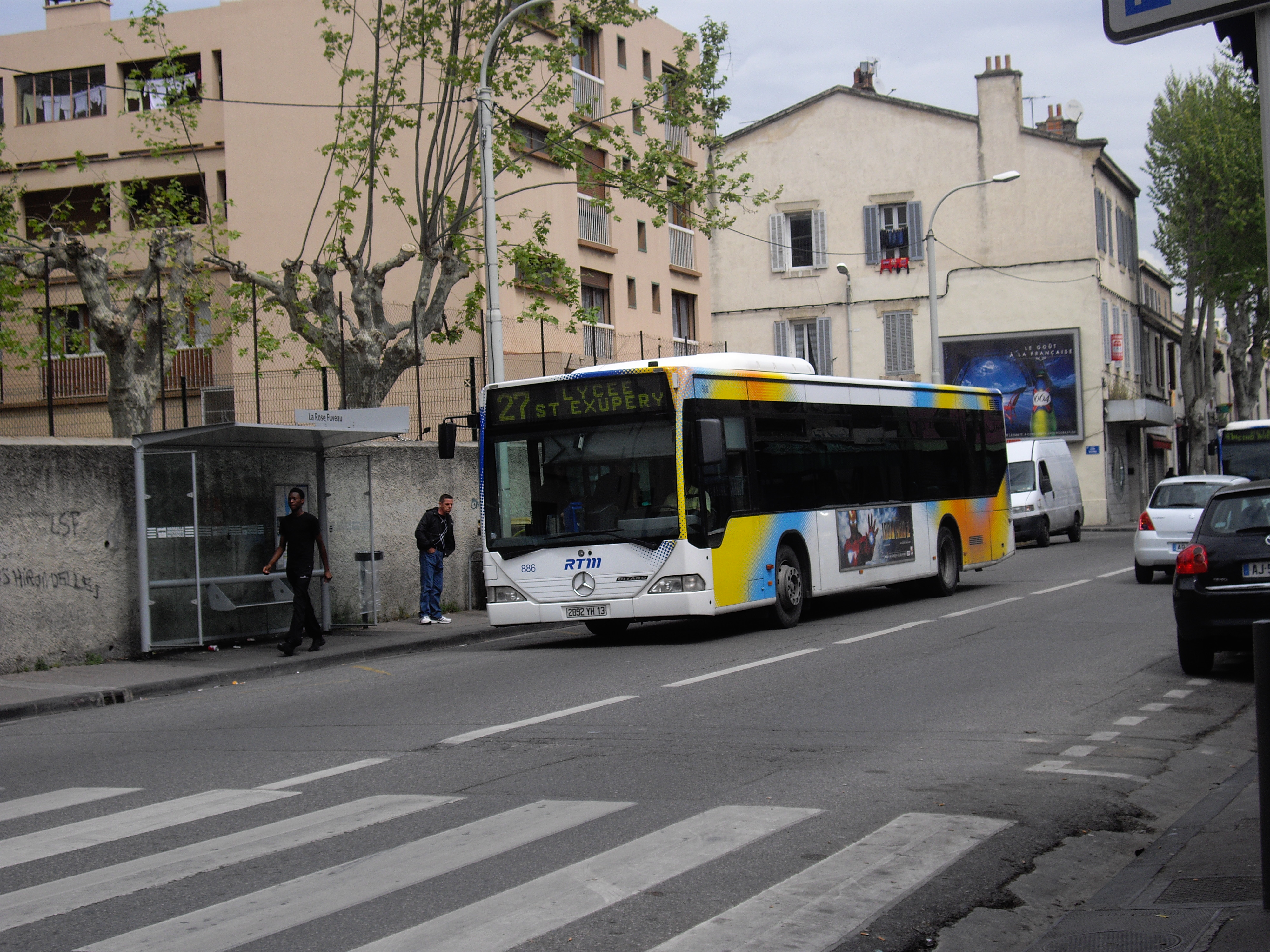
Quartier La Rose

La Rose est un quartier de Marseille, situé dans le 13e arrondissement et faisant partie des quartiers nord.
Le quartier est desservi par la ligne 1 du métro via les stations La Rose au nord du quartier et Frais Vallon au sud. Le métro emprunte le viaduc de la Rose dans ce quartier.
En tant que quartier prioritaire de la politique de la ville, le secteur est dénommé Frais Vallon-Le Clos-La Rose et compte près de 9 000 habitants en 2018.

## Historique
Pendant l'époque gallo-romaine, une présence humaine attestée par la découverte de cercueils antiques en brique à rebords découverts en 1820. Début XXe, l’agriculture est la principale activité du fait de plusieurs sources et du ruisseau du Jarret. (Cultures maraîchères, horticulture, laiteries, Porcheries. Quelques établissements industriels sont implantés à La Rose (biscuiterie, minoterie, semoulerie). En 1900, Le tramway électrique dessert le quartier de La Rose, point terminus, avant d’étendre son réseau jusqu’en 1914. L’agriculture est restée active longtemps : N’ayant ni ouverture sur la mer, ni communication réelle (trains, camions) vers l’extérieur, La Rose, comme les Olives et la Croix-Rouge garde longtemps une activité agricole. Les choses changent dans les années 1960 avec le développement démographique rapide, notamment provoqué par l’arrivée de Français d’Afrique du Nord et d’Outre-Mer. En 1978,  la Rose qui était le terminus de la ligne de tramway Chapitre-La Rose devient celui du métro La Rose-Castellane.

## Démographie
1990 : 14 561 habitants
1999 : 13 537 habitants
2006 : 14 153 habitants
2012 : 13 835 habitants.
2018 : 9 333 habitants.